# 무라카미 가즈히로
무라카미 가즈히로(일본어: 村上 和弘, 1981년 1월 20일 ~ )는 일본의 전 축구 선수이다.

## 구단 경력
과거 요코하마 F. 마리노스, 베갈타 센다이, 가와사키 프론탈레, 오미야 아르디자에서 활동하였다.